# Xylocopa cyanescens
Xylocopa cyanescens är en biart som beskrevs av Gaspard Auguste Brullé 1832. Xylocopa cyanescens ingår i släktet snickarbin, och familjen långtungebin. Inga underarter finns listade i Catalogue of Life.